# 大灵通
大灵通，是中国联通（2008年10月15日前原中国网通）、中国电信等在中国部分地区运营的无线市话业务，成為與小靈通（PHS）在市場上競爭的服務。原采用CDMA 450技术，後改為SCDMA 400技术。除了中國大陸，斯里兰卡、蒙古、南非等30多个国家亦有這種服務。
2024年8月，中国联通四川分公司宣布将在8月底终止大灵通通信服务，大灵通正式退市。